# Micralestes occidentalis
Micralestes occidentalis es una especie de peces de la familia Alestiidae en el orden de los Characiformes.

## Morfología
Los machos pueden llegar alcanzar los 8 cm de longitud total.

## Hábitat
Es un pez de agua dulce y de clima tropical  (22 °C-26 °C ).

## Distribución geográfica
Se encuentran en África: en Costa de Marfil, Ghana, Liberia, el Camerún y Sierra Leona.